# فانوود، نیوجرسی
فانوود (به انگلیسی: Fanwood) شهری در ایالت نیوجرسی کشور ایالات متحده آمریکا است که جمعیت آن در سرشماری سال ۲۰۱۰ میلادی، ۷٬۳۱۸ نفر بوده‌است.